# Amadeo Gasparini
Amadeo Raúl Gasparini (nacido en Caucete el 24 de enero de 1961) es un exfutbolista argentino. Se desempeñaba como mediocampista ofensivo y su debut en el fútbol profesional fue en Talleres de Córdoba.

## Carrera
De vasta y variada trayectoria, Gasparini dio el salto al fútbol grande de Argentina vistiendo la camiseta de Talleres. Sus buenas actuaciones lo llevaron a España, donde jugó en Málaga. Con dicho club obtuvo el ascenso a Primera División en 1982. Retornó a Argentina, jugando en Platense, Chacarita Juniors e Independiente de La Rioja. Emigró nuevamente, esta vez a Canadá, donde cumplió con muy buenas actuaciones, obteniendo dos subcampeonatos y dos inclusiones en el All Stars Team de la Canadian Soccer League. En la temporada 1989/90 jugó en Rosario Central, en un equipo plagado de juveniles que tuvieron un gran rendimiento. En el canalla jugó 21 encuentros y marcó 3 goles, uno de ellos en un clásico ante Newell's Old Boys posibilitando la igualdad en dos (partido jugado el 10 de diciembre de 1989). Nuevamente en el exterior, vistió la casaca de Municipal de Perú durante dos temporadas, retornando a Argentina para jugar en San Martín de su provincia natal. Cerró su carrera jugando nuevamente en el extranjero, esta vez en Bolivia, donde defendió los colores de Destroyers.

## Clubes
| Club                     | País      | Año       |
| ------------------------ | --------- | --------- |
| Talleres de Córdoba      | Argentina | 1977-1980 |
| Málaga                   | España    | 1981-1983 |
| Platense                 | Argentina | 1984-1985 |
| Chacarita Juniors        | Argentina | 1985-1986 |
| Independiente (La Rioja) | Argentina | 1986-1987 |
| North York Rockets       | Canadá    | 1988      |
| Hamilton Steelers        | Canadá    | 1988-1989 |
| Rosario Central          | Argentina | 1989-1990 |
| Municipal                | Perú      | 1991-1993 |
| Toronto Blizzard         | Canadá    | 1993      |
| San Martín de San Juan   | Argentina | 1993-1994 |
| Destroyers               | Bolivia   | 1994-1995 |

## Palmarés
| Equipo | País   | Título                     | Año  |
| ------ | ------ | -------------------------- | ---- |
| Málaga | España | Ascenso a Primera División | 1982 |

### Distinciones individuales
| Título        | Liga            | País   | Año  |
| ------------- | --------------- | ------ | ---- |
| All Star Team | Canadian Soccer | Canadá | 1988 |
| All Star Team | Canadian Soccer | Canadá | 1989 |